# Lancia Gamma 20hp
El Lancia Gamma 20hp (Tipus 55, reanomenat a Gamma) és un automòbil de turisme fabricat per la marca italiana Lancia el 1910. Deriva en molts aspectes del model anterior, el Lancia Beta 15/20hp, però modernitzat. La cilindrada del motor va ser augmentada des dels 3100cc del model anterior fins als 3400cc del Gamma, cosa que li va permetre augmentar la potència fins als 40hp a 1500 rpm, aconseguint una velocitat màxima de 110 km/h (68 mph).
D'aquest model es van fabricar 258 exemplars el 1910, sent reemplaçat pel Lancia Delta 20/30hp en 1911.